# Церква Покрови Пресвятої Богородиці (Різдвяни, ПЦУ)
Церква Покрови Пресвятої Богородиці в Різдвянах — парафія і храм православної громади Теребовлянського деканату Тернопільсько-Бучацької єпархії Православної церкви України в селі Різдвяни Микулинецької громади Тернопільського району Тернопільської области.

## Історія церкви
У 1885—1887 роках тривало будівництво мурованої церкви замість старішої дерев'яної церкви, яка існувала вже в [1832] році.
До 1918 року була філіальною церквою Струсова, потім у 1924 році вона набула статусу парафії, але її все ще обслуговував струсівський священник.
У 1993 році біля церковного будинку збудували фіґуру Матері Божої, а у 2000 році місцеві каменярі встановили кам'яний хрест на честь 2000-річчя Різдва Христового.

## Парохи
- о. Микола Ляторовський (1887—1889),
- о. Теодор Цегельський (1889—1890, адміністратор; 1890—1939),
- о. Корнилій Мандицевський (1890—1891, сотрудник),
- о. Євген Витосинський (1891—1894, сотрудник),
- о. Василь Левицький (1894—1901, сотрудник),
- о. Платон Карпинський (1901—1904, сотрудник),
- - [1944],
- о. Роман Луцишин — нині.